# Giovanni Battista Spinola
Giovanni Battista Spinola (Genova, 6 luglio 1681 – Albano, 20 agosto 1752) è stato un cardinale e vescovo cattolico italiano.

## Biografia
Nacque a Genova il 6 luglio 1681 e fu pronipote del cardinale Giambattista Spinola (1615-1704) e nipote di un altro cardinale Giambattista Spinola (1646-1719).
Fu nominato cameriere segreto di Sua Santità nel 1707 e governatore di Benevento nel 1712, quindi relatore della Congregazione della Consulta e auditore del Camerlengo di Santa Romana Chiesa 1717. Nel 1719 divenne governatore di Rimini, quindi vice-legato a Ravenna e chierico della Camera Apostolica (1722), governatore di Castelnuovo (1723) e infine Segretario della Congregazione della Consulta (1724).
Nonostante questi prestigiosi incarichi non ebbe gli ordini sacri prima del 15 febbraio 1728, conferitigli per mano di papa Benedetto XIII, che lo nominò governatore di Roma e vice-camerlengo di Santa Romana Chiesa il 30 maggio 1728.
Fu governatore di Roma fino a quando fu creato cardinale nel concistoro del 28 settembre 1733 da papa Clemente XII, che gli attribuì la diaconia di San Cesareo in Palatio.
Nel 1741 fu nominato prefetto della Congregazione dell'immunità ecclesiastica. Il 23 settembre 1743 optò per il titolo di Santa Maria degli Angeli.
Il 17 gennaio 1746 divenne Camerlengo del Collegio Cardinalizio.
Il 15 novembre 1751 optò per l'ordine dei vescovi e per la sede suburbicaria di Albano e fu pertanto consacrato vescovo da papa Benedetto XIV il 9 aprile 1752 nella Cappella paolina del Quirinale.
Morì ad Albano il 20 agosto 1752.

## Genealogia episcopale
La genealogia episcopale è:
- Cardinale Scipione Rebiba
- Cardinale Giulio Antonio Santori
- Cardinale Girolamo Bernerio, O.P.
- Arcivescovo Galeazzo Sanvitale
- Cardinale Ludovico Ludovisi
- Cardinale Luigi Caetani
- Cardinale Ulderico Carpegna
- Cardinale Paluzzo Paluzzi Altieri degli Albertoni
- Papa Benedetto XIII
- Papa Benedetto XIV
- Cardinale Giovanni Battista Spinola